# Тустань
Ту́стань — средневековый наскальный оборонный комплекс, град и таможня, остатки которого расположены в Украинских Карпатах (Восточные Бескиды), вблизи села Урыч в Сколевской городской общине Стрыйского района Львовской области, что к югу от города Борислав и к юго-востоку от посёлка Сходница. Уникальный памятник истории, археологии, архитектуры и природы, расположен среди лесного массива Подгородцевского лесничества и входит в состав Государственного историко-культурного заповедника «Тустань».
Тустань была оборонным и административным центром, а также таможенным пунктом на соляном пути, который вёл из Дрогобыча на Закарпатье и в Западную Европу.

## Геология и геоморфология
Скальный комплекс Тустань — это эрозионные останцы субвертикально залегающих пластов песчаника ямненской свиты палеогена. Характеризуются почти вертикальным залеганием слоев осадочных отложений с их экзотической матрасообразной и шарообразной текстурами. Форма и характер скал зависят от условий выветривания и литологии песчаника. В мезозое и палеогеновом периоде кайнозоя, во времена существования древнего океана Тетис, здесь накопились мощные толщи ила. Около 25 млн лет назад, в неогеновом периоде кайнозоя, вместе с образованием нынешних Карпат были сформированы камни-песчаники, некоторые из них в процессе горообразования поднялись на поверхность земли. В геологической науке они известны как ямненские (от с. Ямна). В комплексе урицких скал выделяют отдельные останцы: Камень, Острый Камень, Малая Скала, Жёлоб (Орел).
В одних местах песчаники выступают в форме больших монолитов, в других — в форме беспорядочно накопленных глыб. На скалах много трещин, ниш, небольших пещер, в том числе рукотворных.

## История
В IX веке территорию современной Тустани заселяли племена белых хорватов.
В конце X века хорватские княжества, которые образовались в Надсаньи и в бассейне верхнего Днестра, среднего Днестра и верхнего Прута, были завоеваны великим князем киевским Владимиром Святославичем и присоединены к Киевской Руси.
В середине XII века Тустань наряду с такими городами как Перемышль, Звенигород, Сянок, Удеч, Городок, Ярослав, Вишня, Гологоры, Синевидско, Спас, Старая Соль, Львов, Дроговиж, Самбор, Тухля входила в Перемышльское княжество. Впоследствии крепость стала главным (в этом регионе Карпат) пограничным центром между Галицко-Волынским княжеством и Венгрией, а после вхождения первого в состав Польского королевства — между Польским королевством и Венгрией.
Самое древнее письменное упоминание о Тустани датируется 1340 годом и находится в работе польского хрониста Янка из Чарнкова, который был подканцлером польского короля Казимира ІІІ. В своей хронике, охватывающей события 1363—1384 гг., среди городов и градов Русской земли, которые заново укрепил король, он вспоминает «Лямбург или Львов, город Перемышль, город и град Сянок, город Коросно, грады Любачев, Теребовля, Галич, Тустань». Если Янко из Чарнкова ничего не упоминает о захвате Тустани, то другой польский хронист, Ян Длугош (1415—1480), прямо указывает на то, что в 1340 году «Король Казимир в течение одного лета захватывает под свою власть всю Русь»: «Казимир … в день рождения Иоанна Крестителя двинулся к Русской земли и там овладел городами и замками Перемышль, Галич, Луцк, Владимир, Сянок, Любачев, Теребовля, Тустань, другими русскими городами и крепостями». Упоминания этих двух хронистов указывают на то, что Тустань как оборонительная крепость уже существовала до её захвата польским королем в XIV веке. Об этом свидетельствуют и данные археологических исследований.

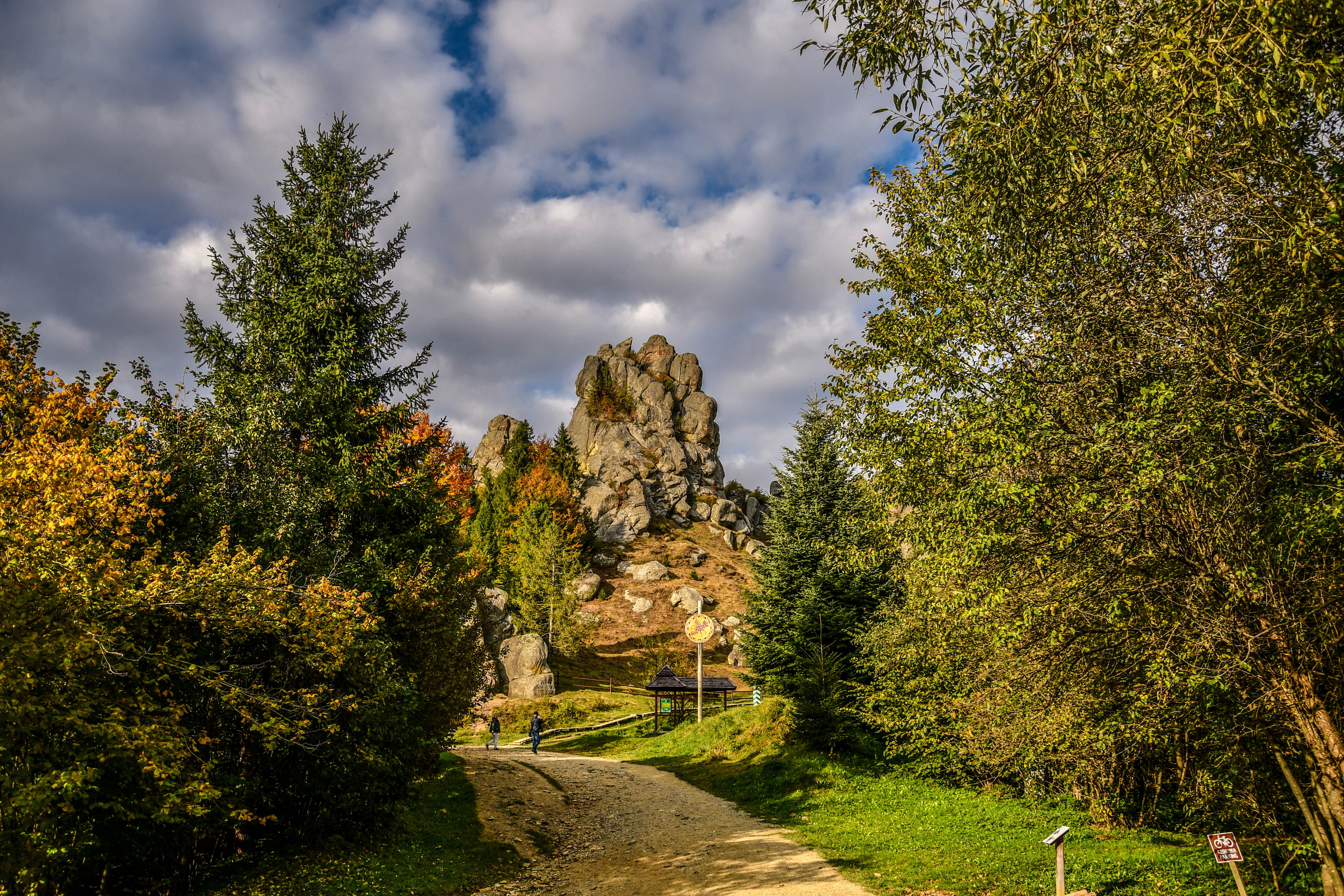
Перед входом в комплекс

Наиболее древнее документальное упоминание о Тустани содержится в булле папы римского Бонифация IХ от 15 мая 1390 г. В ней говорится о передаче Владиславом Опольским города Рогатина, замков в Олесько и Тустани, с округами, хуторами, имуществом и всеми угодьями, а также десятины соли в Дрогобыче и Жидачеве, недавно образованной Галицкой католической епархии.
Кроме оборонной функции Тустань выполняла ещё и административную и была центром волости. Об этом свидетельствует королевская дарственная грамота на село Крушельница от 4 ноября 1395 г. В ней указывается, что «село Крушельница Тустанской волости предоставляется в дар верным слугам Ивану и Дамиану, и их сыновьям со всем добром … с лесами, лугами, полями, сенокосами».

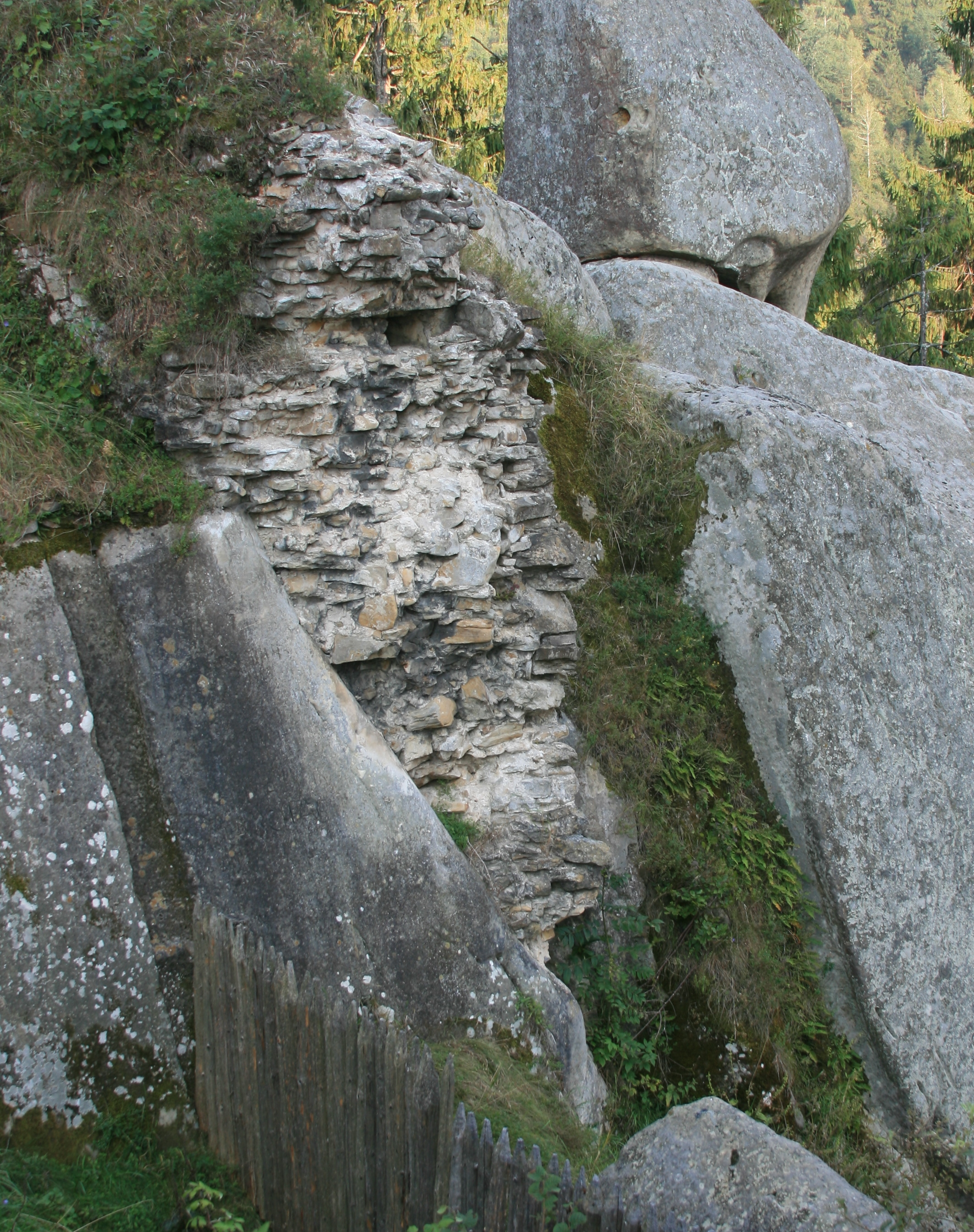
Фрагменты каменной кладки и пазы от деревянных стен, сохранившиеся в Тустани

Впоследствии крепость переходит во власть польских магнатов и шляхты. Доказательством этого является дарственная королевская грамота 1539 года. Король по просьбе Яна из Тарнува дарит Николаю Близинскому и его наследникам «крепость Тустань, а собственно только скалу в стрыйских горах близ границы с Венгрией». Они обязывались «за свой счет и мерами этот замок на упомянутой скале защищать, восстановить, укрепить и поддерживать в надлежащем состоянии». Неизвестно, была ли крепость Тустань отремонтирована и укреплена, однако 1541 г. Близинский дарит село «Подгородцы и крепость Тустань» Яну из Тарнова.
Тустань была таможней. Через неё проходил торговый путь, по которому купцы возили соль. Путь шёл из Дрогобыча через село Тустановичи, через Тустань и село Подгородцы, которое было пригородом крепости, а затем долинами рек Стрый и Опир выходил к карпатским перевалам. Оттуда путь шёл в страны Западной Европы. На существование торгового пути указывают топонимы Пидгостинец, Гостинец, а также гора Товар. С купцов в Тустани брали пошлину и обеспечивали им охрану при перевозке товаров.
То, что крепость Тустань существовала вплоть до XVI века, подтверждают материалы археологических исследований и документы: последнее известное письменное упоминание о крепости датируется 1565 годом. Оно представлено в Люстрации Дрогобычской соляной жупы. Там указывается: «…в Тустани берут пошлины от купцов, идущих горами, минуя Дрогобыч. Аренда пошлины … оказывает 14 злотых».
Постепенный упадок крепости вызвало несколько факторов:
1) экономический: в XVI в. страны Центральной Европы разрабатывают собственные залежи соли, поэтому отпадает необходимость её вывоза из Галичины. Тустань теряет роль таможни.
2) политический: в связи со стабилизацией политических отношений Польши и Венгрии и продвижением польских границ на восток, Тустань перестает играть роль пограничной оборонной крепости.
3) военный: изменения в военной технике и, соответственно, в военной тактике, привели к потере оборонного значения замка.

## Архитектура
Наскальный град-крепость Тустань занимает особое место в деревянном строительстве средневековья.
Скальные образования, сами по себе являющиеся мощными оборонительными стенами, были очень удачно использованы строителями. Промежутки между скалами были перегорожены деревянными стенами, закрывающими возможные подступы к замку. Там, где деревянные конструкции прилегали к скалам, в камне выдалбливали специальные углубления — пазы и врубы, чтобы закрепить бревна в скале. Эти следы позволяют воссоздать внешний вид крепости IX—XVI вв., несмотря на то, что самих деревянных конструкций уже давно не существует. Только на комплексе Камень таких следов наскальной застройки исследовано более 4000.
Проанализировав все следы, исследователь Тустани Михаил Рожко пришёл к выводу, что крепость строилась в несколько этапов, постоянно перестраивалась, увеличивалась в высоту и осваивала высшие площадки скального комплекса. В XIII в., в период расцвета, крепость охватывала все возможные галереи и террасы от подножия до вершины. Сплошная застройка во внутреннем дворике достигала пяти этажей, каждый высотой в 3,5-4 м, что является признаком очень высокого уровня строительной культуры.
Для обеспечения водой во время осады крепость имела колодец и две цистерны. До сих пор сохранились остатки каменной стены. Михаил Рожко датировал возведение стены второй половиной XIII в. Она имела толщину 2,5 м и перекрыла пазы, вырубленные на скалах для деревянных стен.

## Археология

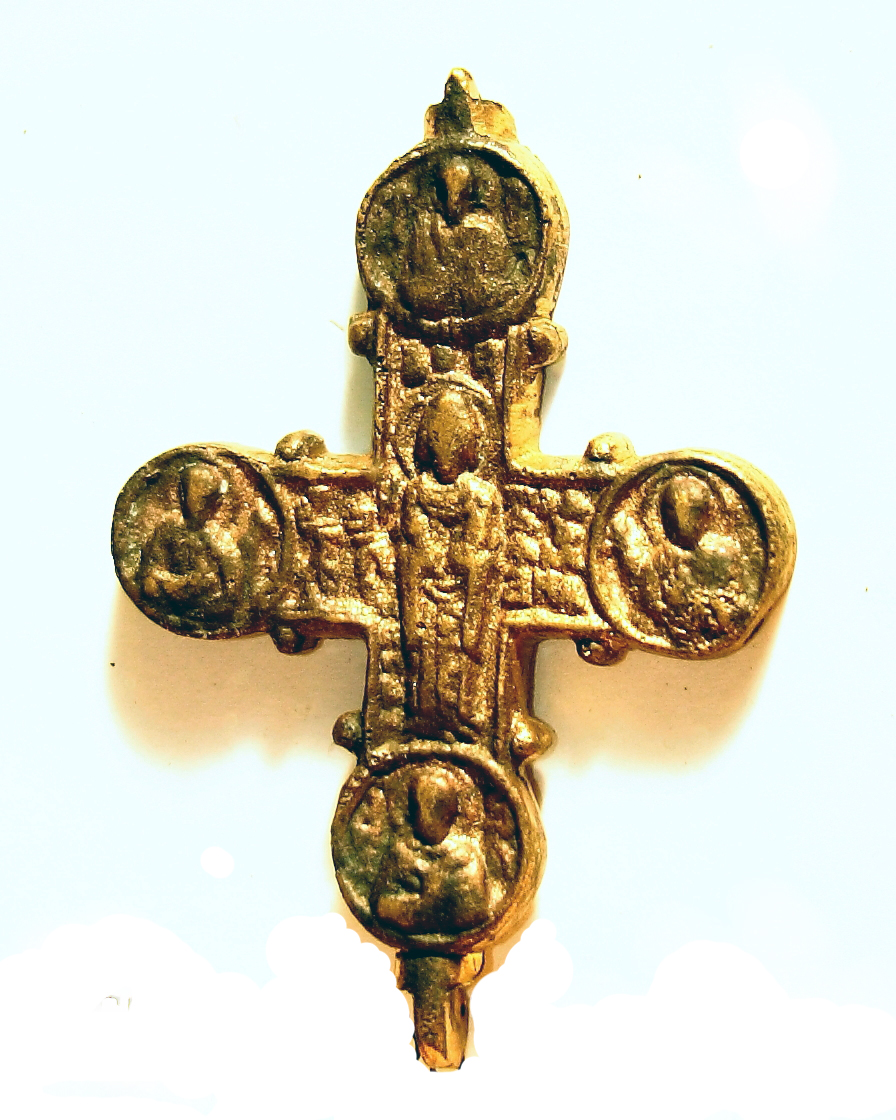
Крестик-энколпион второй половины XIII века, найденный в Тустани; на лицевой стороне в центре изображена Богородица, в верхнем медальоне — Святой Пётр, в нижнем — Святой Василий, в боковых — Святые Косма и Дамиан

Во время археологических исследований крепости Тустань было обнаружено более 25000 археологических находок. Среди них деревянные элементы застройки, металлические изделия, керамика, стекло, кожаные изделия.
Наиболее интересными среди металлических изделий являются крестик-энколпион, щиток перстня с гравированным рисунком птицы, бронзовая булава, кувалда, топор, наконечники арбалетных стрел, втульчастые и черешковые наконечники луговых стрел, наконечники копий, огнива, шпоры, сердечники звонков, резцы по дереву, иглы, застежки к книгам.
Деревянные находки представлены большим количеством деревянных конструкций, среди которых фрагменты шести косяков, столбовые конструкции галереи, фрагменты брусьев, колья-тибли, доски с врубками «ласточкин хвост», драница, гонты, а также деревянные ложки и лопата. Обнаруженные во время археологических раскопок фрагменты керамической посуды датируются исследователями IX—XVII веками. Также были найдены изразцы, среди которых выделяются элементы с рельефным изображением Георгия Победоносца, убивающего дракона.

## Петроглифы
Наскальные изображения (петроглифы) являются частью памятников древней культуры человечества и его первобытного искусства. В основном в Тустани петроглифы размещены на центральной, самой большой группе — Камень — и находятся в труднодоступных местах.
Среди всех петроглифов в Тустани внимание исследователя Николая Бандривского привлекла группа изображений, которые имеют вид круга, диска или схематических округлых фигур. Такие знаки принято называть солярными. Исследователь проанализировал размещения этих солярных знаков и считает, что существовала определённая система размещения знаков, которые наносились на скалу по заранее разработанному плану. Однако не все исследователи сходятся во мнении, что «солярные знаки» имеют рукотворное происхождение. В частности, доктор геологических наук Богдан Ридуш доказал, что это природные рельефы окаменевших морских губок, которые образовались в процессе выветривания скальной породы.
Сохранились в Тустани и петроглифы рукотворного происхождения. Особый интерес представляют отдельные изображения животных: волка, догоняющего лося, лошади. Во время раскопок под руководством М. Рожко на склонах Большого Крыла была обнаружена группа наскальных изображений, которая состоит из восьми фигур: пяти топоров, двух крестов и одной свастики-четвероноги.
Большая часть петроглифов могла быть создана в XVIII—XX вв., когда скалы Тустани стали популярным объектом для путешественников. Значительную группу памятников представляют геральдические знаки. В основном это трезубцы, а также символы различных организаций.
|  |  |  |  |  |
|  |  |  |  |  |

## Исследования Тустани
Научный интерес к скалам в Урыче возник в начале XIX в. и был связан с краеведческими студиями. Среди учёных и краеведов, которые описывали скалы в Урыче, Иван Вагилевич, Антон Белёвский, Антоний Петрушевич, Корнило Устиянович, Иван Франко, Леся Украинка и многие другие.
В XX в. разведочные исследования о Тустани подготовили Я. Пастернак, А. Ратыч, П. Раппопорт, Р. Багрий.
В 1971—1978 гг. Михаил Рожко с группой энтузиастов провел измерения сохранившихся следов застройки и составил первые реконструкции крепости. С 1978 года начался качественно новый этап исследований Тустани, когда на памятнике начала работу экспедиция Львовской областной организации Украинского общества охраны памятников истории и культуры, которая в 1979 г. была трансформирована в Карпатскую архитектурно-археологическую экспедицию Института общественных наук АН УССР под руководством Михаила Рожко. Последовательное системное изучение Михаилом Рожко скальных образований Тустани позволили исследователю выполнить планировочно-пространственную и объемную реконструкцию комплекса крепости Тустань с центральным ядром на скальной группе Камень и отдельными оборонно-сторожевыми пунктами на Остром Камне и Малой Скале. На основании анализа результатов археологических раскопок, архитектурно-археологических обмеров скал со следами размещения деревянных конструкций и остатков каменных стен была выполнена реконструкция пяти строительных периодов деревянной застройки крепости. Обследование подобных ландшафтно-архитектурных объектов со следами деревянных конструкций, расположенных в Бубнище, Розгирче и Подкамене, других укрепленных местах неподалёку от Тустани позволили сделать вывод о характере строительства и архитектуры фортификаций княжеского периода, расположенных в горных, скалистых местах, и определить место памятника в комплексе тогдашних оборонных объектов Восточных Карпат. Многочисленные следы от примыкания деревянных сооружений к скалам, которые были открыты в процессе раскопок, подтвердили наличие несколько этапов в застройке крепости.

## Государственный историко-культурный заповедник

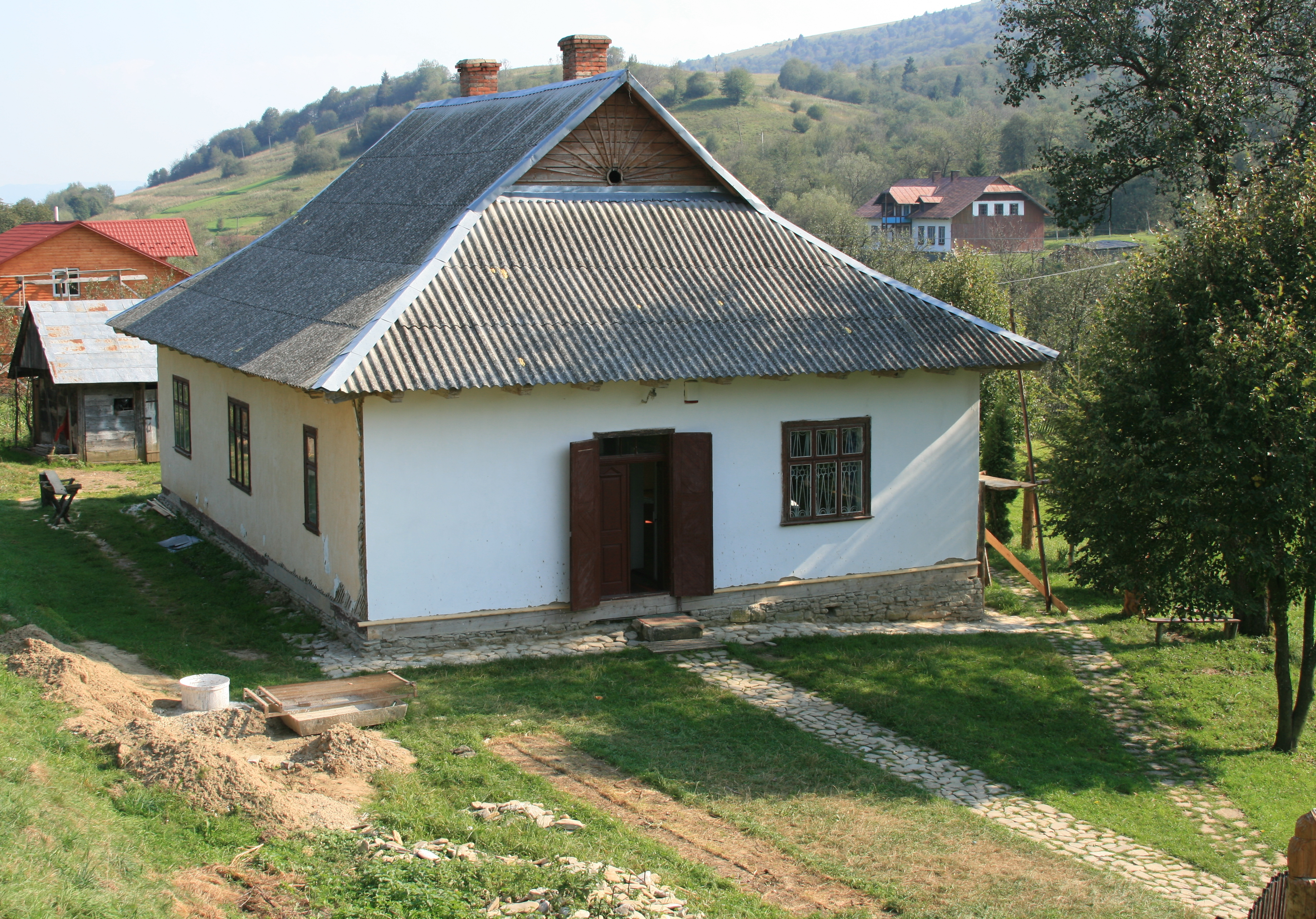
Музей Тустани в селе Урыч

Государственный историко-культурный заповедник «Тустань» создан постановлением Кабинета министров Украины от 5 октября 1994 года № 687 «О государственном историко-культурном заповеднике „Тустань“ (Львовская область)», площадью 464 га, на базе выдающегося памятника истории, археологии и градостроения — наскального оборонительного комплекса города-крепости Тустань IX—XIII веков и подчинён Управлению культуры Львовской облгосадминистрации. Распоряжением главы Львовской областной госадминистрации «О Государственном историко-культурном заповеднике „Тустань“» от 26 декабря 1995 года № 1159 функции управления этим заповедником были возложены на Львовский исторический музей.
В соответствии с Указом президента Украины от 11 февраля 1999 года № 157/99 в границах Дрогобычского, Сколевского и Турковского районов Львовской области в бассейнах реки Стрый и её притока Опир на площади 35594 га (из них 24702 га в постоянном пользовании парка, 10982 га земли других пользователей) был создан Национальный природный парк «Сколевские Бескиды», на территории которого находится заповедник «Тустань». Парк даёт возможность сохранить ландшафты западной части Украинских Карпат с типичными для них уникальными природными комплексами, которые имеют важное природоохранное, экологическое, эстетическое, природное и рекреационное значение.
В 2005 году создана отдельная дирекция ДИКЗ «Тустань». В сентябре 2016 году дирекция переименована в Коммунальное учреждение Львовского областного совета "Администрация государственного историко-культурного заповедника «Тустань».
Сегодня в селе Урыч действует музей истории города-крепости Тустани (работает ежедневно).

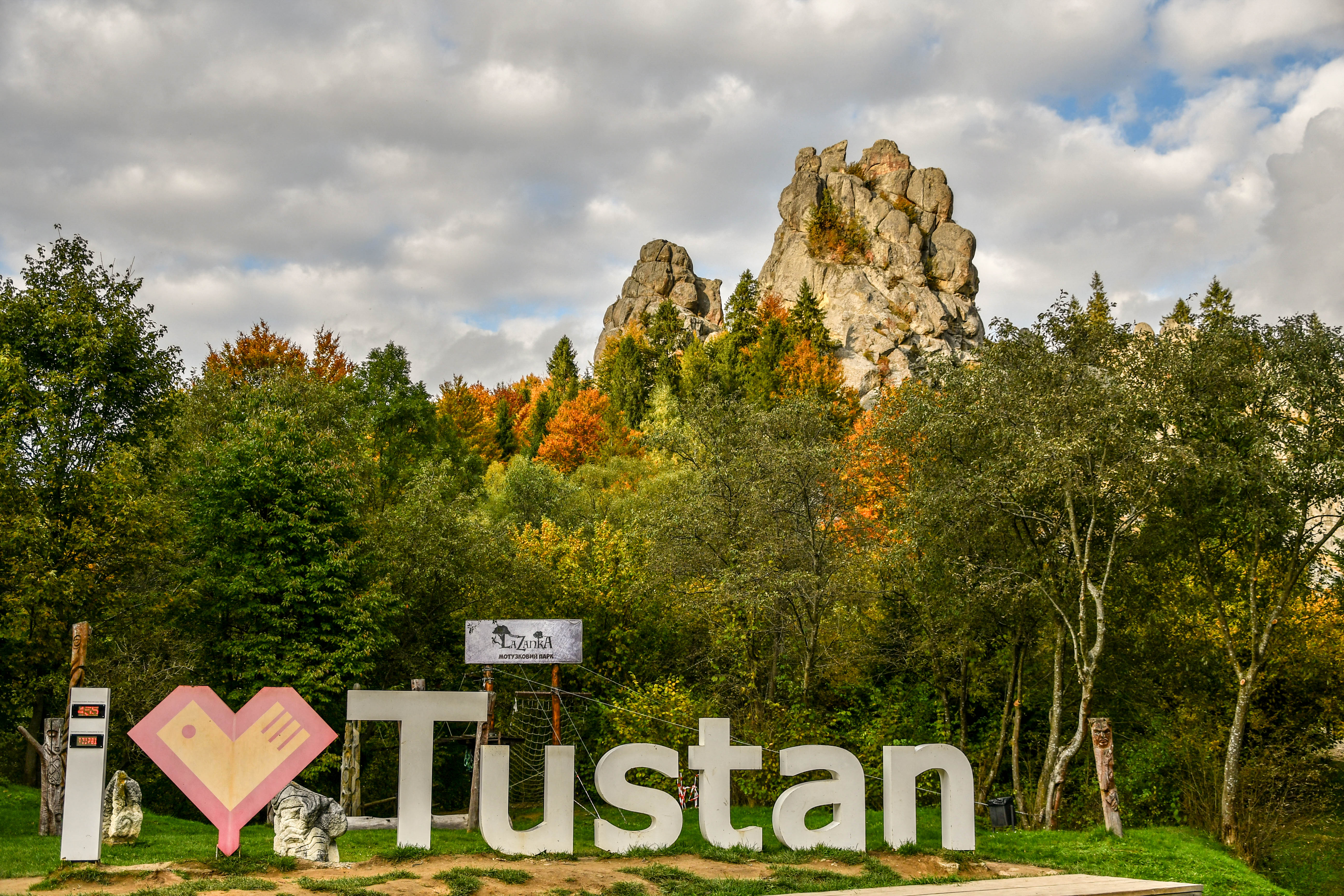
Надпись «Я люблю Тустань»

## Литература

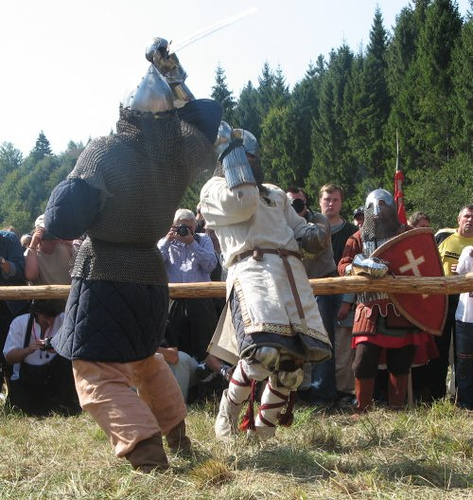
Историческая реконструкция на фестивале «Ту Стань» (2006)